# Cezary Wiśniewski
Cezary Wiśniewski (ur. 3 marca 1969 w Sannikach) – polski pilot wojskowy; generał dywizji Wojska Polskiego; dowódca 31 Bazy Lotnictwa Taktycznego (2010–2011), dowódca 4 Skrzydła Lotnictwa Szkolnego (2015–2016); inspektor Sił Powietrznych Dowództwa Generalnego Rodzajów Sił Zbrojnych (2016–2018), attaché obrony przy Stałym Przedstawicielstwie Dyplomatycznym RP w Waszyngtonie (2017–2021), od 2021 zastępca Dowódcy Generalnego RSZ. 

## Życiorys
Cezary Wiśniewski urodził się 3 marca 1969 w Sannikach.  
W latach 1983–1987 uczył się w Liceum Lotniczym w Dęblinie przy Wyższej Oficerskiej Szkole Lotniczej.

### Wykształcenie[3][4]
- 1987–1991 – Wyższa Oficerska Szkoła Lotnicza (Szkoła Orląt) w Dęblinie
- 1997 – Wyższa Szkoła Pedagogiczna w Bydgoszczy
- 1998–2001 – Akademia Obrony Narodowej w Warszawie
- 2003 – kurs oficerów eskadr, Maxwell Air Force Base, USA
- 2008 – kurs COMAO, TLP Florenns, Belgia
- 2009 – studia podyplomowe Służby Zagranicznej i Międzynarodowej, Uniwersytet im. Adama Mickiewicza, Poznań
- 2014 – magisterskie studia podyplomowe Master of Strategic Studies, Air War College, Uniwersytet Sił Powietrznych Stanów Zjednoczonych, Maxwell AFB, USA

### Służba wojskowa[3][5][6][7]
- 1991–1999 – pilot, instruktor, oblatywacz MiG-21 w 41 pułku lotnictwa myśliwskiego w Malborku
- 1999–2001 – Akademia Obrony Narodowej w Warszawie
- 2001–2002 – oficer sekcji szkolenia lotniczego w 2 Brygadzie Lotnictwa Taktycznego w Poznaniu
- 2002–2004 – szef szkolenia 10 eskadry lotnictwa taktycznego w Łasku
- 2004 – szef szkolenia 3 eskadry lotnictwa taktycznego w Poznaniu
- 2004–2007 – szkolenie na T-38C, F-16 w USA
- 2007 – zastępca dowódcy 6 eskadry lotnictwa taktycznego w Poznaniu
- 2007–2008 – dowódca 3 eskadry lotnictwa taktycznego w Poznaniu
- 2008–2010 – dowódca Grupa Działań Lotniczych w 31 Bazy Lotnictwa Taktycznego w Poznaniu
- 2010–2011 – dowódca 31 Bazy Lotnictwa Taktycznego w Poznaniu
- 2008–2011 – dowódca komponentu powietrznego Sił Zdolnych do Przerzutu NATO w Poznaniu
- 2011–2013 – szef Oddziału Lotnictwa Taktycznego, Szefostwo Wojsk Lotniczych DSP w Warszawie
- 2013 – główny specjalista Zespołu ds. Nowego Systemu Kierowania i Dowodzenia SZ RP w Warszawie
- 2013–2014 – Air War College, USAF Air University, Maxwell Air Force Base, USA
- 2014–2015 – zastępca dowódcy 4 Skrzydła Lotnictwa Szkolnego w Dęblinie
- 2015–2016 – dowódca 4 Skrzydła Lotnictwa Szkolnego w Dęblinie

- 2016 – szef Inspektoratu MON ds. BL, Przewodniczący Komisji Badania Wypadków Lotniczych lotnictwa Państwowego RP w Poznaniu
- 2016–2017 – inspektor Sił Powietrznych w Dowództwie Generalnym RSZ w Warszawie[8]
- 2017–2021 – Attaché Obrony Wojskowy, Morski i Lotniczy przy Stałym Przedstawicielstwie Dyplomatycznym RP w Stanach Zjednoczonych[9]
- 2021–obecnie – zastępca Dowódcy Generalnego RSZ w Warszawie

Pilot wojskowy 3 klasy, którą uzyskał 14 stycznia 1991 w 58 lotniczym pułku szkolnym w Dęblinie. Podczas IV roku studiów rozpoczął loty samolotami bojowymi MiG-21UM/MF. Pierwszy stopień oficerski otrzymał w 1991 po ukończeniu studiów w WOSL. Posiada wszystkie uprawnienia do wykonywania lotów samolotem wielozadaniowym F-16A/B/C/D, w różnych warunkach atmosferycznych, w pełnym zakresie wykorzystania posiadanego uzbrojenia. Jego nalot ogólny wynosi około 2370 godzin na wojskowych samolotach odrzutowych, jak również dodatkowy nalot na innych rodzajach statków powietrznych. Podczas służby pilota wojskowego pilotował samoloty: ZLIN-42/142, IskraTS-11, MiG-21UM/M/MF/bis, Talon-38C oraz F-16A/B/C/D.

## Awanse[3]
- podporucznik – 1991[10]
- porucznik – 1994
- kapitan – 1998
- major – 2004
- podpułkownik – 2007
- pułkownik – 2010
- generał brygady –  29 listopada 2016[11]
- generał dywizji – 1 marca 2018[12][13]

## Ordery, odznaczenia i wyróżnienia[3]
- Lotniczy Krzyż Zasługi – 2012
- Złoty Medal „Za zasługi dla obronności kraju”
- Złoty Medal „Siły Zbrojne w Służbie Ojczyzny”
- „Pilot Roku” 41 pułku lotnictwa myśliwskiego – 1998
- Wpis do „Księgi Honorowej Ministra Obrony Narodowej” – 2008
- Odznaka Honorowa Sił Powietrznych
- Odznaka pamiątkowa 3 eskadry lotnictwa taktycznego – 2007, ex officio
- Odznaka pamiątkowa 6 eskadry lotnictwa taktycznego – 2007, ex officio
- Odznaka pamiątkowa 31 Bazy Lotnictwa Taktycznego – 2010, ex officio
- Odznaka pamiątkowa 4 Skrzydła Lotnictwa Szkolnego – 2015, ex officio
- Statuetka IKARA – 2011
- Buzdygan Honorowy – 1 marca 2018
- Odznaka Pilota Wojskowego
- Odznaka skoczka spadochronowego wojsk lotniczych

i inne

## Garnizony w przebiegu służby[3][1]
1. Dęblin (1987–1991) → Malbork (1991–1999) → Warszawa (1999–2001) → Poznań (2001–2002) → Łask (2002–2004) → Poznań (2004) ↘
2. Tucson w USA (2004–2007) → Poznań (2007) → Poznań (2007–2008) → Poznań (2008–2010) → Poznań (2010–2011) → Poznań (2010–2011) ↘
3. Warszawa (2011–2013) → Warszawa (2013–2014) → Maxwell w USA (2013–2014) → Dęblin (2014–2015) → Dęblin (2015–2016) ↘
4. Poznań (2016) → Warszawa (2016–2017)→ USA (2017–2021) → Warszawa (2021–)